# Панце, Жига
Жига Панце (словен. Žiga Pance; род. 1 января 1989, Любляна) — словенский хоккеист, правый нападающий словенской «Олимпии». В составе сборной Словении дважды участвовал в Олимпийских играх (2014, 2018), а также 13 раз выступал на чемпионатах мира (в 2011, 2013, 2015, 2017 и 2023 годах — в «элитном» дивизионе).
В сезоне 2020/21 внёс заметный вклад в чемпионство «Олимпии» в Альпийской хоккейной лиге, став лучшим по количеству заброшенных шайб и набранных очков в плей-офф, а также записав на свой счёт победный гол в последней встрече финальной серии против «Азиаго».
Брат хоккеиста Эрика Панце.